# روزماري رايس
روزماري رايس (بالإنجليزية: Rosemary Rice)‏ هي ممثلة أمريكية، ولدت في 3 مايو 1925، وتوفيت في 14 أغسطس 2012. من الجوائز التي نالتها جائزة إيمي.

## جوائز
- جائزة إيمي
- جائزة بيبودي [الإنجليزية]‏

## وصلات خارجية
- روزماري رايس على موقع IMDb (الإنجليزية)
- روزماري رايس على موقع قاعدة بيانات برودواي على الإنترنت (الإنجليزية)